# Transmisión en diferido

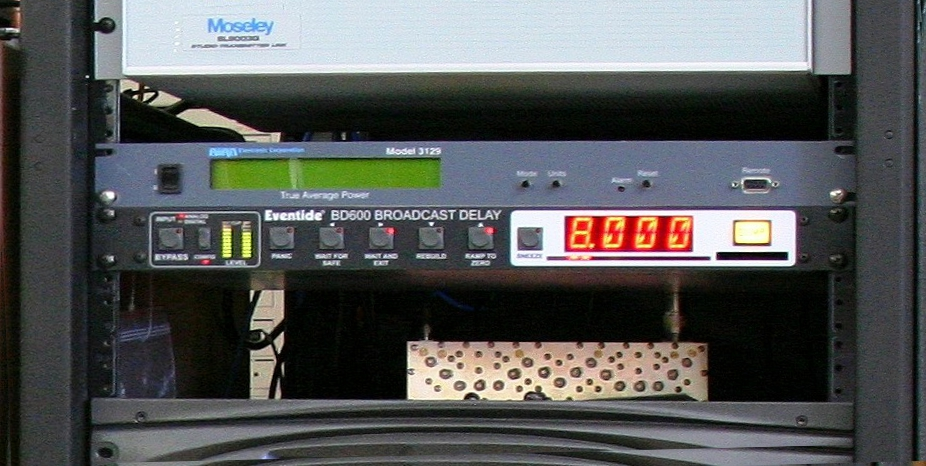
Imagen del programador en dónde se transmite la radio y televisión.

En radio y televisión, la transmisión en diferido o emisión en diferido es una demora intencional cuando se transmite material en vivo. Tal demora puede ser para evitar errores o la transmisión de contenido inaceptable. Demoras más largas que duran varias horas también se pueden introducir para que el material se emite en un momento posterior programado (como el horario estelar) para maximizar la audiencia. Los retrasos que duran varias horas también se pueden editar para eliminar el material de relleno o para recortar una emisión al tiempo de ejecución deseado de la red para un espacio de transmisión, pero este no es siempre el caso. 

## Uso
A menudo, se usa un breve retraso para evitar que el lenguaje soez, los errores, la desnudez u otro material no deseado lleguen al aire, incluidos problemas más mundanos, como fallas técnicas. En ese caso, a menudo se lo denomina «retraso de siete segundos» o «retraso de blasfemias». Sin embargo, también pueden introducirse retrasos más largos, a menudo para permitir que un programa se transmita al mismo tiempo para el mercado local, como a veces se hace con programas de transmisión nacional en países con múltiples zonas horarias. Considerado como un Time shifting, eso a menudo se logra mediante un «retraso de la cinta», utilizando una grabadora de video, grabadoras de video digitales u otra tecnología similar.
El retraso de la cinta también puede referirse al proceso de transmisión de un evento en un momento programado posterior debido a que un conflicto de programación impide una transmisión en directo, o una emisora busca maximizar los índices de audiencia transmitiendo un evento en un cierto intervalo de tiempo. Eso también se puede hacer debido a las limitaciones de tiempo de ciertas partes, generalmente aquellas que no afectan el resultado del programa, se eliminan o la disponibilidad de anfitriones u otro personal clave de producción solo en ciertos momentos del día, y es generalmente aplicable para programas de televisión por cable.
En países que abarcan múltiples zonas horarias, como Australia, Canadá y los Estados Unidos, las redes de televisión generalmente retrasan la totalidad de su horario para las estaciones en el oeste, por lo que la programación de horario estelar se puede cambiar al aire en horario local para mejorar accesibilidad y audiencia. En los EE. UU., los feeds "este" generalmente se dirigen a las zonas horarias oriental y central, mientras que los feeds "occidentales" generalmente están orientados hacia la zona horaria del Pacífico. Los programas en vivo, como la música y los concursos de talentos, generalmente se retrasan en cinta para la mitad oeste del país y transmitidas en vivo (aunque pueden incluir ediciones para simplificar la transmisión o resolver fallas técnicas).
Los retrasos en las grabaciones internacionales de los eventos mundiales en directo, destinados a las principales cadenas de televisión, dominaron la televisión mundial hasta principios de la década de 2010. Por ejemplo, durante los Juegos Olímpicos de Sídney en 2000 y los Juegos Olímpicos de Beijing en 2008, los eventos diurnos ocurrían a primera hora de la mañana en América, África y Europa, pero se transmitían por la tarde y la noche en vivo en Asia, Australia y Oceanía. Eso hizo que algunas emisoras mostraran eventos de alto perfil dos veces (en vivo y luego retransmitidas durante el horario estelar), pero otros retenían que el mismo evento se transmitiera únicamente durante el horario estelar. A menudo, retrasar la grabación de esos eventos significaría editarlos por cuestiones de tiempo, destacando lo que el emisor considera que son las partes más interesantes del evento o publicidad.
Sin embargo, dado que muchos eventos en vivo estuvieron disponibles a través de las redes sociales a fines de la década de 2000, los retrasos de transmisión se han vuelto cada vez más irrelevantes debido al resurgimiento de la televisión en vivo como formato de emisión. Desde mediados de la década de 2010, varios programas de entretenimiento de alto perfil con grandes audiencias mundiales en directo, como los Premios Óscar, los Premios Grammy, concursos internacionales de belleza (como Miss Universo y Miss Mundo) y los principales eventos deportivos como los Juegos Olímpicos, la Copa Mundial de Fútbol y el Super Bowl, son emitidos en su totalidad en vivo tanto en televisión como en Internet prácticamente en todas las zonas horarias del mundo dentro y fuera de sus países de origen, con retransmisiones obligatorias en horario de máxima audiencia (con ediciones deseadas por los organismos de radiodifusión) para las regiones que anteriormente y únicamente dependían de transmisiones retrasadas en horario estelar entre estos eventos en directo.